# Crystal Scenery
『Crystal Scenery』（クリスタル・シーナリー）は、岡本真夜の1枚目のミニ・アルバム。1998年12月9日発売。

## 解説
岡本真夜がデビューから念願だった一人ア・カペラによるミニ・アルバム。
完全限定盤。岡本によるライナーノーツが封入。
Special Secret CD Single（DISC-2：8cm）との2枚組仕様。
CDトレーの下にSpecial Secret CD Single収録曲のタイトル、歌詞、スタッフクレジットが記載されたカードが封入されている。　

## 収録曲
全作詞・作曲：岡本真夜

### DISC.1
1. Crystal Scenery I
編曲：西垣哲二
2. 星空の散歩道
編曲：松下誠
6枚目のシングル「サヨナラ」収録。
アルバム・ヴァージョン。
3. Will…
編曲：森俊之
5枚目のシングル「泣けちゃうほど せつないけど」収録。
シングルでの曲名は「Will…〜未来へのプレゼント〜」となっているが、本作では「Will…」と表記されている。
4. TWILIGHT
編曲：松下誠
2枚目のアルバム『Pureness』収録。
5. Crystal Scenery II
編曲：西垣哲二
6. 世界で一つしかない手袋
編曲：近藤敬三
2枚目のアルバム『Pureness』収録。
7. ANNIVERSARY
編曲：西垣哲二
4枚目のシングル「そのままの君でいて」収録。
ベスト・アルバム『もう一度あの頃の空を』には当ヴァージョンが収録された。

### DISC.2
1. Everlasting
9枚目のシングル。